# Tychoscope
Un tychoscope est un appareil utilisé en parapsychologie pour étudier la psychokinèse. Il a la forme d'une petite boite de conserve avec des roues qui reçoivent des impulsions directionnelles au hasard. Le but des expériences est d'influencer les déplacements du tychoscope à distance uniquement par la pensée.

## Fonctionnement et historique
Les premiers tychoscopes, inventés et fabriqués par Pierre Janin dans les années 1975-1980, sont de petits appareils cylindriques mobiles, d'une dizaine de centimètres de côté, se déplaçant selon une ligne brisée aléatoire : trajets rectilignes de longueur aléatoire (environ 1 à 10 cm), chacun suivi d'une rotation sur place selon un angle lui aussi aléatoire. Un stylo-feutre glissé verticalement au centre de l'appareil permet de garder une trace écrite de son déplacement, et par ailleurs on peut brancher sur l'appareil un connecteur souple permettant d'acheminer et d'enregistrer sur un support extérieur, à des fins d'analyse, tous les éléments successifs de son trajet (longueurs et angles).
Pierre Janin a mis fin en 1980 à sa fabrication des tychoscopes, au nombre d'une vingtaine. D'autres modèles ont plus tard été conçus et fabriqués par d'autres chercheurs.

## Expériences en parapsychologie
Un tychoscope a été utilisé dans les expériences menées au Princeton Engineering Anomalies Research (PEAR),,. Les activités de PEAR ont été critiquées pour leur manque de rigueur scientifique, leur mauvaise méthodologie et leur mauvaise utilisation des statistiques ,  et ont été qualifiées de pseudoscience.
En 1985, René Peoc'h soutient une thèse de médecine portant sur des expériences avec le tychoscope, notamment avec des poussins. L'expérience sur les poussins consiste à observer le comportement (théoriquement aléatoire) d'un tychoscope en présence de poussins conditionnés à suivre le robot selon le mécanisme d'empreinte. Selon René Peoc'h, les résultats de ses expériences montrent que les poussins conditionnés attirent psychiquement le tychoscope.
L'expérience de Peoc'h a été critiquée par Damien Triboulot pour le Cercle zététique, invoquant un effet de bord concentrant les tracés et qu'un « tri judicieux des différents tracés obtenus permet de renforcer l'effet. ». Selon Pierre Macias, les effets de bord sont réels mais n'influencent pas l'expérience car ils s'appliquent à tous les bords, avec ou sans poussin.
Il a également été reproché à Péoc’h, de n'avoir pas permis l'observation de son expérience par des observateurs extérieurs. Il aurait objecté que c'était difficile parce qu'elle consistait en 700 répétitions réparties sur un an. De plus selon lui, la nature même de l'expérience fait que la présence d'un observateur est susceptible d'en influencer le résultat.

## Sources
- Le Tychoscope, document technique de 1979, 1979 (lire en ligne)
- Pierre Macias, « l'Electronique en Parapsychologie », sur Psi Land
- (en-US) « Mind over Matter », WIRED,‎ 4 janvier 1995 (lire en ligne, consulté le 7 octobre 2017)
- Jahn, Robert G., Consciousness and the source of reality : the PEAR odyssey, 2011, 398 p. (ISBN 978-1-936033-03-4 et 1-936033-03-8, OCLC 746359988, lire en ligne)
- (en) R.G. JAHN, E.B. FASSASSI, J.C. VALENTINO et E.S. HOEGER, « Random Robot Redux: Replications and Reflections », Technical note PEAR,‎ mars 2008 (lire en ligne)
- [vidéo] « L'esprit et la matière par rikiai - Dailymotion », 18 novembre 2009, sur Dailymotion (consulté le 7 octobre 2017)
- René Peoc'h, Mise en évidence d'un effet psychophysique chez l'homme et le poussin, sur le tychoscope, 1985 (lire en ligne)
- René Peoc'h, « Psychokinèse animale et humaine - Influence directe de l'esprit sur la matière - ou sur le hasard? », Bulletin de la Fondation Marcel et Monique ODIER de PSYCHO-PHYSIQUE,‎ juin 1994, p. 23 à 28 (lire en ligne)(Le site n'est plus accessible, voir la version archivée ou ici)
- (en) René Peoc'h, « Psychokinesis experiments with human and animal subjects upon a robot moving at random », The Journal of Parapsychology, vol. 66, no 3,‎ 2002, p. 229+ (résumé)
- (en) René Peoc'h, « Psychokinetic Action of Young Chicks on the Path of An Illuminated Source », Journal of Scientific Exploration, vol. 9, no 2,‎ 1995, p. 223-229 (résumé, lire en ligne)
- Damien Triboulot, « Les contes de Peoc'h : Le petit poussin », sur Psi Land, Cercle Zététique.
- Pierre Macias, « Critique de la critique », sur Psi Land
- Jacques Léon Théodor, « Peoc'h, les poussins et la controverse », sur Psi Land (consulté le 7 octobre 2017)